# Teo (personatge)
Teo és un personatge de llibres infantils creat el 1977 a Barcelona per Violeta Denou, pseudònim d'un grup de tres il·lustradores: Assumpció Esteban, Carlota Goyta i Anna Vidal.
L'editorial va demanar a les autores que fessin un personatge. Aquestes en van fer diversos i van ensenyar-los a uns nens, que van triar el conegut nen pel-roig. Teo va resultar ésser un gran èxit arreu del món, té publicats més de 150 títols i ha estat traduït a més de 15 idiomes. Degut aquest triomf ha rebut diversos premis internacionals de literatura infantil. El 1996, els estudis BRB Internacional en feren una adaptació per a la televisió.
Els tres primers llibres són En Teo va en Tren, En Teo va en vaixell i En Teo va en avió. Les històries giren al voltant d'en Teo, un nen de quatre anys, que ajuda a aprendre valors als petits de la casa. Ha resultat ésser tant exitós perquè els nens se senten identificats amb les seves aventures diàries.
El 2009 es decidí modificar el volum En Teo va a la platja per tal de conscienciar els més petits dels efectes de l'exposició solar.
El Consell de Ministres concedeix a Violeta Denou, autora de Teo, la medalla de les Belles Arts el 2011.

## Personatges[calcitació]
Els personatges que apareixen als llibres són:
- Teo, és un nen simpàtic i divertit a qui li agraden molt els animals i la natura. És un company de jocs i aventures. Li agrada descobrir el món que l'envolta amb la seva família i amics.
- Pau, el seu germà. Entremaliat, alegre i molt mogut, imita el seu germà gran en tot. De vegades està gelós de la seva germana petita.
- Cleta, germana d'en Teo. És el bebè de la família. És molt divertida i segueix els seus germans gatejant per tota la casa. Li agrada molt que li pentinin el serrell amb un llacet.
- Puck, el gos de la família. És un gos negre que sempre segueix els nens i juga amb ells. En Teo i el seu pare són els encarregats de cuidar-lo i de treure'l de passeig.
- Rita, la seva mare. És alegre i molt amorosa. Li agrada molt cantar i anar amb bicicleta i organitzar jocs per als seus fills. També els ajuda en els deures de l'escola.
- Pep, el seu pare i germà de l'oncle Lluís. És forner i li agraden molt la natura i els esports. Col·labora sempre a casa i juga molt amb els nens.
- Àvia Cleta, la seva àvia. És molt bona cuinera i molt casolana. Tricota pels seus nets i en sap moltes històries que explica els seus nets quan la van a visitar.
- Avi Teo, el seu avi. És un home de camp càlid i sorneguer. Li agraden molt les flors i té un hort. També li agrada molt la pesca. A més, té molta paciència amb els nens.
- Tia Rosa, bestia d'en Teo. És la germana de l'avi d'en Teo. És una bon jan, imaginativa i una mica estrafolària.
- Oncle Lluís, oncle de Teo. És professor d'una escola. Un xic intel·lectual. Li agraden la música, la lectura i l'art.
- Tia Clara, tia d'en Teo. És la mare de la Clara, en Pere i en Lluís. És modista i molt simpática.
- Pere, cosí de Teo. És despistat, desordenat, golafre i sempre fa tard. Li apassionen els insectes i els petits animals. No és pas molt estudiós.
- Clara, cosina de Teo. S'avé molt amb el seu cosí en Teo. És dolça i afectuosa però també molt activa. Li interessa tot.
- Lluís, cosí d'en Teo. És molt semblant al seu pare en caràcter. Estudiós i simpàtic però amb cops de mal geni. Juga al bàsquet.
- Susanna, amiga d'en Teo. És amiga de l'escola. És d'un altre país i una altra cultura. Es porta molt bé amb en Teo i li ensenya els costums i tradicions del seu país.
- Tina, amiga d'en Teo. És una nena oriental adoptada per uns amics dels pares d'en Teo. Va al mateix col·legi que en Teo i la Susanna. Li agrada fer teatre i titelles.